# Pocitos, Aguascalientes
Pocitos är en ort i Mexiko.   Den ligger i kommunen Aguascalientes och delstaten Aguascalientes, i den centrala delen av landet, 400 km nordväst om huvudstaden Mexico City. Pocitos ligger 1 861 meter över havet och antalet invånare är 5 169.
Terrängen runt Pocitos är platt österut, men västerut är den kuperad. Runt Pocitos är det tätbefolkat, med 459 invånare per kvadratkilometer. Närmaste större samhälle är Aguascalientes, 6,9 km sydost om Pocitos. Runt Pocitos är det i huvudsak tätbebyggt.